# 趙宗晟
趙宗晟（1031年—1095年），北宋宗室，嗣濮王。宋太宗曾孙，赵元份之孙，赵允让第九子，宋英宗的九哥。
趙宗晟喜好古学，藏书数万卷，宋仁宗赞赏他，把国子监藏书给他。治平年间，将要祭祀却下雨，有人建议改为祫享，宋英宗咨询赵宗晟，赵宗晟说：“陛下初次郊祀上帝，是盛礼，岂能改动占卜确定的日期。至诚感动神灵，在陛下精诚之意而已。”宋英宗嘉赏采纳。等郊祀时，雨过天晴。宋英宗多次患病，他密请早建皇储，以系天下之望，世人称赞其忠。绍圣元年（1094年）六月，趙宗晟以武安军节度使判大宗正事，加检校司徒，嗣濮王。绍圣二年（1095年）三月薨，时年六十五岁，赠太师、昌王，谥端孝。
三子：汝南郡王、华原郡王贈郇康孝王赵仲御（齐安郡王趙士㒟之父）、北海郡王赵仲聘（建安郡王赵士𡸕之父）、开府仪同三司赵仲𥫃。